# 죽곡항
죽곡항은 경상남도 창원시 진해구 웅천동에 있는 어항이다. 2003년 3월 27일 어촌정주어항으로 지정되었다. 시설관리자는 창원시장이다.

## 어항 구역
- 수역: 기존 선착장 서남단 돌단부와 대안선착장 끝단을 연결한 선내의 수역[1]

## 어항 시설
- 선착장(L=100m, B=5m), 선착장(L=60m, B=5m)